# Torymus philippii
Torymus philippii is een vliesvleugelig insect uit de familie Torymidae. De wetenschappelijke naam is voor het eerst geldig gepubliceerd in 1929 door Hoffmeyer.